# Hoya baishaensis
Hoya baishaensis ist eine Pflanzenart der Gattung der Wachsblumen (Hoya) aus der Unterfamilie der Seidenpflanzengewächse (Asclepiadoideae).

## Merkmale
Hoya baishaensis ist ein ausdauernde epiphytische Pflanze mit steifen, kahlen Trieben, die bis 3 m lang werden. Sie heftet sich mit feinen Haftwurzeln an den Untergrund an. Die Blätter sind gestielt, die Blattstiele sind 1,5 bis 4 cm lang. Die Blattspreiten sind schmal-elliptisch, 7 bis 21 cm lang und 3,5 bis 5 cm breit. Die Basis ist attenuat, der Apex zugespitzt. Die Mittelrippe tritt auf der Ober- und Unterseite stark hervor, die abzweigenden Blattadern sind nur undeutlich entwickelt. Die Oberseite ist grün, die Unterseite etwas heller.
Der doldenförmige Blütenstiel entspringt den Blattachseln und enthält etwa 8 Blüten. Der Blütenstandsstiel ist 3 bis 4 cm lang. Die Blütenstiele sind 2 bis 3,5 cm lang; sie haben purpurne oder purpurbraune Flecken in einem unregelmäßigen Mosaikmuster auf der Oberfläche. Die Kelchblätter sind eiförmig und etwa 1 mm lang. Der Apex ist spitz, die Außenseite zeigt purpurne oder purpurbraune Flecken. Die sternförmig ausgebreitete Blütenkrone ist fleischig und einen Durchmesser von 1,5 bis 2,8 cm. Sie ist innen grün, außen grünlich mit purpurfarbenen Flecken. Die Kronblattzipfel sind eiförmig-dreieckig, etwa 7 mm lang und an der Basis etwa 5 mm breit. Die Zipfel der Nebenkrone sind weißlich und fleischig. Der äußere Fortsatz ist gerundet der innere Fortsatz spitz. Die Pollinia sind länglich mit einem durchscheinenden Rand. Die Caudiculae sind kurz und dünn. Das Corpusculum ist rhombisch und vergleichsweise groß. Früchte und Samen sind nicht bekannt. Die Pflanze blühte am Naturstandort von Juli bis September.

## Ähnliche Arten
Hoya baishaensis ähnelt Hoya griffithii und Hoya radicalis. Die Blüten von Hoya griffithii sind etwas größer, die Blüten von Hoya radicalis etwas kleiner. Beide Arten haben zudem weiße Blüten.

## Geographische Verbreitung und Habitat
Die Art ist bisher nur aus der Provinz Hainan, China bekannt (). Der Fundort liegt in 786 m Höhe in einem primären Bergregenwald. Das Exemplar wuchs auf exponierten Felsoberflächen.

## Taxonomie
Das Taxon wurde 2009 von Shao-Yun He und Ping-tao Li erstmals beschrieben. Das Typusexemplar wurde am 1. August 2006 von Shao-yun He, Ping-tao Li & Jia-yi Lin gesammelt. Der Holotypus wird im Herbarium der South China Agricultural University in Guangdong. Prov. Guangzho unter der Nr. 608011 aufbewahrt. Ein Paratypus hat die Nr. 608012.
In Plant of the Worlds online ist das Taxon als gültiges Taxon akzeptiert.